# Germaine Golding

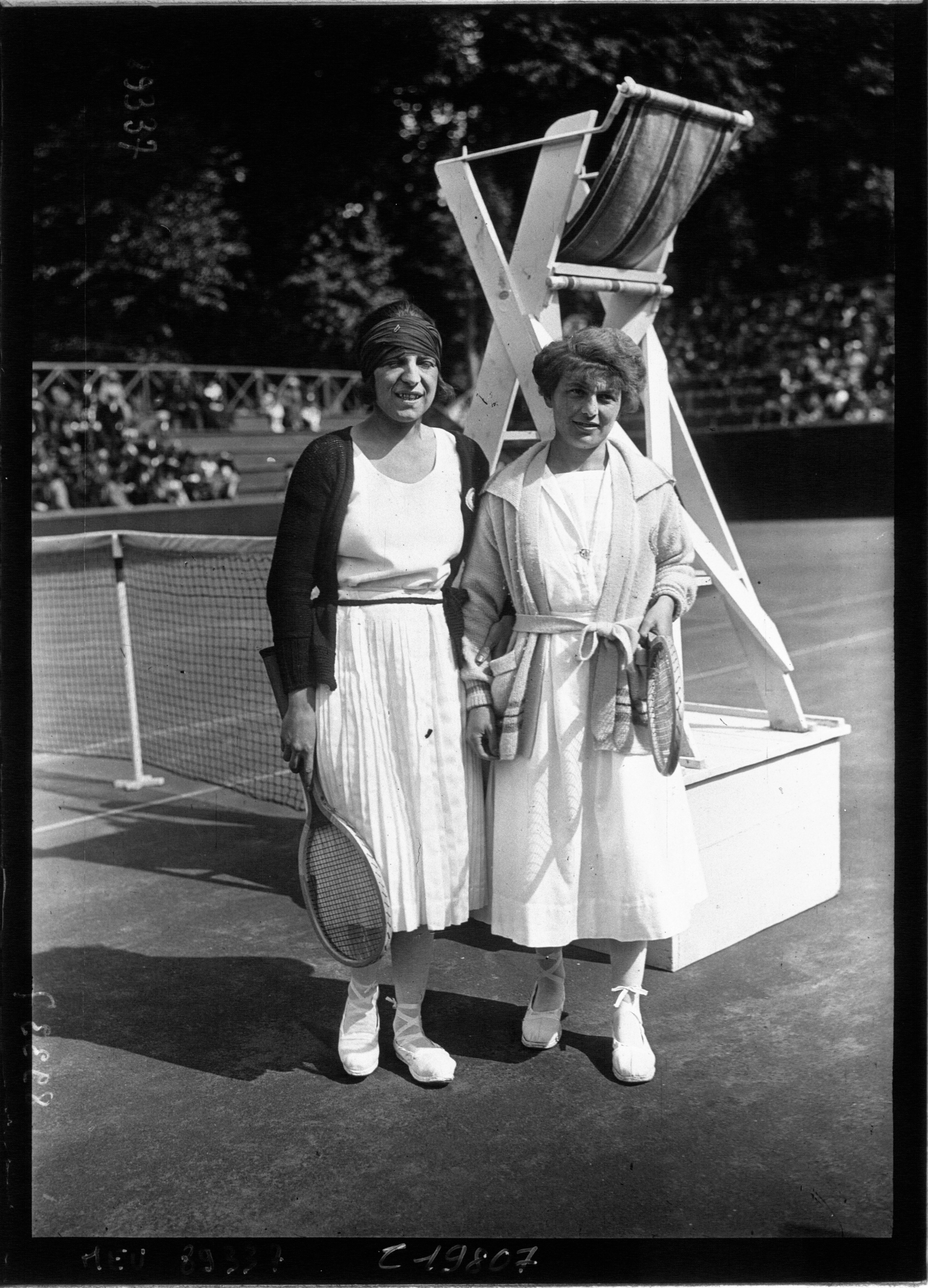
Golding (re.) neben Suzanne Lenglen (1921)

Anne Germaine Golding (* 6. Juni 1887 in Dijon als Germaine Regnier; † 14. August 1973 in Boulogne-Billancourt) war eine französische Tennisspielerin, die ihre größten Erfolge zu Beginn der 1920er Jahre feierte.

## Karriere
1914 erreichte Golding das Finale der Hartplatz-Weltmeisterschaften, unterlag dort jedoch der 15-jährigen Suzanne Lenglen. Nach dem Ersten Weltkrieg konnte sie in den Jahren 1921 bis 1923 bei den nationalen französischen Meisterschaften drei Mal in Folge ins Finale vordringen, wo sie erneut jeweils an Lenglen scheiterte. 1922 siegte sie im Einzel bei den Hallenweltmeisterschaften in St. Moritz sowie im Mixed an der Seite von Jean Borotra. Bei den Olympischen Spielen 1924 in Paris unterlag sie ihm Halbfinale Helen Wills Moody. Das anschließende Spiel um die Bronzemedaille verlor sie gegen Kathleen McKane Godfree.
1924 erreichte sie bei den Meisterschaften von Frankreich noch einmal das Halbfinale. Mit der Öffnung der Meisterschaften 1925 für ein internationales Teilnehmerfeld konnte sie nicht mehr an ihre vorherigen Leistungen anknüpfen. Zuletzt trat sie 1933 in Paris an, wo sie sich in der zweiten Runde ihrer Landsfrau Sylvie Jung Henrotin geschlagen geben musste.